# زندانی زندا (فیلم ۱۹۵۲)
زندانی زِندا (انگلیسی: The Prisoner of Zenda) فیلمی آمریکایی در سبک ماجراجویی به کارگردانی ریچارد تورپ است که در سال ۱۹۵۲ منتشر شد.

## بازیگران
- استوارت گرانجر
- دبورا کار
- جیمز میسون
- لوئیس کالهرن
- رابرت داگلاس
- جین گریر
- لوئیس استون
- دوریس لوید
- فرانسیس پیرلوت
- کاتلین فریمن
- پیتر بروکو